# Tesco-busz (Szombathely)
A szombathelyi Tesco-busz a TESCO Szupermarket és a TESCO Hipermarket között közlekedik nagy kerülővel. A vonalat a Claudibus szolgálja ki. A járaton ingyen lehet utazni. A TESCO Hipermarket felé csak fel- a TESCO Szupermarket felé pedig csak leszállni lehet.

## Útvonala

### TESCO Hipermarket felé
TESCO Szupermarket - Kassák Lajos utca - Faludi Ferenc utca - Kodály Zoltán utca - Váci Mihály utca - Paragvári utca - Szűrcsapó utca - Rohonci út - Petőfi Sándor utca - Sörház utca - Hollán Ernő utca - Kiskar utca - Bürü utca - Sorok utca - Károly Róbert utca - Szent Gellért utca - Hunyadi János út - Szent Márton utca - Vörösmarty Mihály utca - Széll Kálmán utca - Vasútállomás - Szelestey László utca - Nádasdy Ferenc utca - Szent Márton utca - Zanati út - Varasd utca - TESCO Hipermarket

### TESCO Szupermarket felé
TESCO Hipermarket - Varasd utca - Zanati út - Szent Márton utca - Nádasdy Ferenc utca - Széll Kálmán utca - Vasútállomás - Szelestey László utca - Vörösmarty Mihály utca - Szent Márton utca - Hunyadi János út - Szent Gellért utca - Károly Róbert utca - Sorok utca - Bürü utca - Kiskar utca - Hollán Ernő utca - Sörház utca - Petőfi Sándor utca - Rohonci út - Szűrcsapó utca - Paragvári utca - Váci Mihály utca - Kodály Zoltán utca - Kassák Lajos utca - TESCO Szupermarket

## Megállói

### TESCO Hipermarket felé
| Megállóhely neve (TESCO)                    | Megállóhely neve (Vasi Volán Zrt.)   |
| ------------------------------------------- | ------------------------------------ |
| Kassák Lajos utca (Olad)                    | TESCO szupermarket                   |
| Kodály Zoltán utca                          | Nagy László utca                     |
| Váci Mihály utca                            | Szolgáltatóház (Váci Mihály utca)    |
| Váci Mihály Általános Iskola                | Váci Mihály Általános Iskola         |
| Szűrcsapó utca (Művészeti Gimnázium)        | Művészeti Gimnázium (Szűrcsapó utca) |
| Szabó M. utca                               | Derkovits Gyula Általános Iskola     |
| Szűrcsapó utca (Domus)                      | Derkovits Bev. Közp.                 |
| Rohonci utca (Órásház)                      | Órásház                              |
| Haladás pálya                               | Haladás pálya                        |
| Ady tér                                     | Autóbusz-állomás (Sörház utca)       |
| Kiskar utca                                 | Nyomda                               |
| Sorok utca                                  | Juhász Gy. utca                      |
| Károly Róbert utca (Fiatal Házasok Otthona) | Waldorf iskola                       |
| Károly Róbert utca 38.                      | Károly Róbert utca 38.               |
| Szent Gellért utca (Óvoda)                  | Kőrösi Csoma Sándor utca             |
| Hunyadi utca                                | Szőlősi templom                      |
| Pázmány Péter krt.                          | Flórián Irodaház                     |
| Hunyadi utca (Piac)                         | Piac                                 |
| 56-osok tere                                | 56-osok tere (Széll Kálmán utca)     |
| Vasútállomás                                | Vasútállomás                         |
| Zanati utca (VW szerviz)                    | Vépi út                              |
| Zanati utca (Falco)                         | Zanati út 26.                        |
| Zanati utca (Suzuki)                        | Ipartelep, bejárati út (Z. út)       |
| TESCO Szombathely                           | TESCO főbejárat                      |

Néhány járat tovább közlekedik a DECATHLON áruházig.

### TESCO Szupermarket felé
| Megállóhely neve (TESCO)                    | Megállóhely neve (Vasi Volán Zrt.) |
| ------------------------------------------- | ---------------------------------- |
| TESCO Szombathely                           | TESCO főbejárat                    |
| Zanati utca (Suzuki)                        | Ipartelep, bejárati út (Z. út)     |
| Zanati utca (Falco)                         | Zanati út 26.                      |
| Zanati utca (VW szerviz)                    | Vépi út                            |
| Vasútállomás                                | Vasútállomás                       |
| Vörösmarty utca                             | 56-osok tere (Vörösmarty utca)     |
| Hunyadi utca (Piac)                         | Piac                               |
| Pázmány Péter krt.                          | Flórián Irodaház                   |
| Hunyadi utca                                | Szőlősi templom                    |
| Szent Gellért utca (Óvoda)                  | Kőrösi Csoma Sándor utca           |
| Károly Róbert utca 38.                      | Károly Róbert utca 38.             |
| Károly Róbert utca (Fiatal Házasok Otthona) | Waldorf iskola                     |
| Sorok utca                                  | Juhász Gy. utca                    |
| Kiskar utca                                 | Nyomda                             |
| Ady tér                                     | Autóbusz-állomás (Sörház utca)     |
| Haladás pálya                               | Haladás pálya                      |
| Rohonci utca (Órásház)                      | Órásház                            |
| Szűrcsapó utca (Domus)                      | Derkovits Bev. Közp.               |
| Szabó M. utca                               | Derkovits Gyula Általános Iskola   |
| Szűrcsapó utca (Művészeti Gimnázium)        | Művészeti Gimnázium (Paragv. utca) |
| Váci Mihály Általános Iskola                | Váci Mihály Általános Iskola       |
| Váci Mihály utca                            | Szolgáltatóház (Váci Mihály utca)  |
| Kodály Zoltán utca                          | Nagy László utca                   |
| Kassák Lajos utca                           | TESCO Szupermarket                 |

## Menetrend

### TESCO Szupermarkettől indul
| Óra   | Minden nap                                     | Szombat                           |
| ----- | ---------------------------------------------- | --------------------------------- |
| 0-6   | 5.25pvh                                        | 5.25                              |
| 6-12  | 6.35pvh; 8.05p; 8.35vh; 9.35p; 10.35vh; 11.05p | 6.35; 8.05; 9.35; 11.05           |
| 12-18 | 12.35pvh; 15.05pvh; 16.20p; 16.35vh; 17.35p    | 12.35; 13.50; 15.05; 16.20; 17.35 |
| 18-24 | 18.35vh; 18.50p; 20.05p; 20.35vh; 21.20p       | 18.50; 20.05; 21.20; 22.35        |

- p: pénteki napon közlekedik
- h: hétköznap hétfő-kedd-szerda-csütörtök napokon közlekedik

A járat ünnepnapokon nem közlekedik.

### TESCO Hipermarkettől indul
| Óra   | Minden nap                                         | Szombat                           |
| ----- | -------------------------------------------------- | --------------------------------- |
| 6-12  | 6.00pvh; 7.30p; 8.00vh; 9.00p; 10vh; 10.30p        | 6.00; 7.30; 9.00; 10.30           |
| 12-18 | 12.00pvh; 14.30pvh; 15.45p; 16.00vh; 17.00p        | 12.00; 13.15; 14.30; 15.45; 17.00 |
| 18-24 | 18.00vh; 18.15p; 19.30p; 20.00vh; 20.45p; 22.00pvh | 18.15; 19.30; 20.45; 22.00        |

- p: pénteki napon közlekedik
- v: vasárnap közlekedik
- h: hétköznap hétfő-kedd-szerda-csütörtök napokon közlekedik

A járat ünnepnapokon nem közlekedik.